# Os Tapori a Bombar
"Os Tapori a Bombar" é um grupo de bombos de Aldeia de Santa Margarida e que foi criado em Outubro de 2008. É composto por 12 elementos e o nome escolhido é inspirado no nome de uma antiga tribo Lusitana, os Tapori.
Entre os instrumentos contam-se 6 bombos, 5 caixas e um pífaro. E, no final de 2009, foi ainda adquirida uma gaita-de-foles transmontana.
"Os Tapori a Bombar" dão ainda formação a cinco crianças.
Conta já com algumas actuações em pequenas festas na Aldeia de Santa Margarida e em Monsanto, bem como em vários outros pontos da região da Beira Baixa e na Bolsa de Turismo de Lisboa.

## História
Em 25 de Outubro de 2008 surgiu a primeira aparição de "Os Tapori a Bombar". Tendo sido de certo modo impulsionados pelo grupo do Paúl "Tok'avakalhar", uma vez que foi a partir da sua actuação em Aldeia de Santa Margarida que o grupo se começou a formar. Além disso foi também onde "Os Tapori a Bombar" adquiriram a maioria dos instrumentos.
Os Tapori eram uma antiga tribo Lusitana que habitava também pelos redondezas de Aldeia de Santa Margarida, pensa-se que por volta do ano 200 a.c. Era uma Tribo comandada por Viriato sendo fundamental no combate contra os romanos em defesa das suas terras.
Assim como a antiga tribo Lusitana, os Tapori, lutavam contra as ameaças que sofriam, "invasões dos romanos", também agora este grupo quer combater contra as ameaças destes tempos de "desertificação, fragmentação, monotonia" que cada vez mais é sentida no interior do País.
Este grupo de bombos sente-se na pele da tribo Tapori perante os seus desafios, daí uma ligação muito mais do que uma homenagem.

## Festivais
Em Julho de 2010 realizam o I Encontro de Bombos de Aldeia de Santa Margarida, com o seguinte programa:
Grupos convidados:
- Grupo de Bombos de Alcongosta
- Bombos Trinta por uma linha, da freguesia de Trinta
- Bombos das Donas
- Bombos de Ornelas do Zêzere
- Os Tapori a Bombar
Agenda:
9:30 - Recepção dos grupos participantes
10:30 - Arruada pelas Ruas da Aldeia
13:30 - Almoço convívio